# Lago di Santa Croce
Der Lago di Santa Croce ist ein Voralpensee in Venetien, Italien, südöstlich von Belluno.
Der Stausee ist der zweitgrößte See Venetiens in der Provinz Belluno.
Hauptort ist Farra d’Alpago auf der Ostseite des Sees. Der ca. 386 m hoch gelegene See ist am Ostufer unbesiedelt, am Südende liegt der kleine Ort Santa Croce. Der See mit seinem grünen Wasser ist vor allem bei Windsurfern beliebt. Am Westufer führt die Strada Statale 51 di Alemagna entlang. Nur wenige Kilometer südlich liegt der kleine Lago Morto.